# 266-й отдельный гвардейский штурмовой авиационный полк
266-й отдельный гвардейский штурмовой авиационный полк (266 ошап) — воинская часть истребительной авиации ПВО, принимавшая участие в боевых действиях Великой Отечественной войны, после распада СССР вошедшая в состав ВВС России.

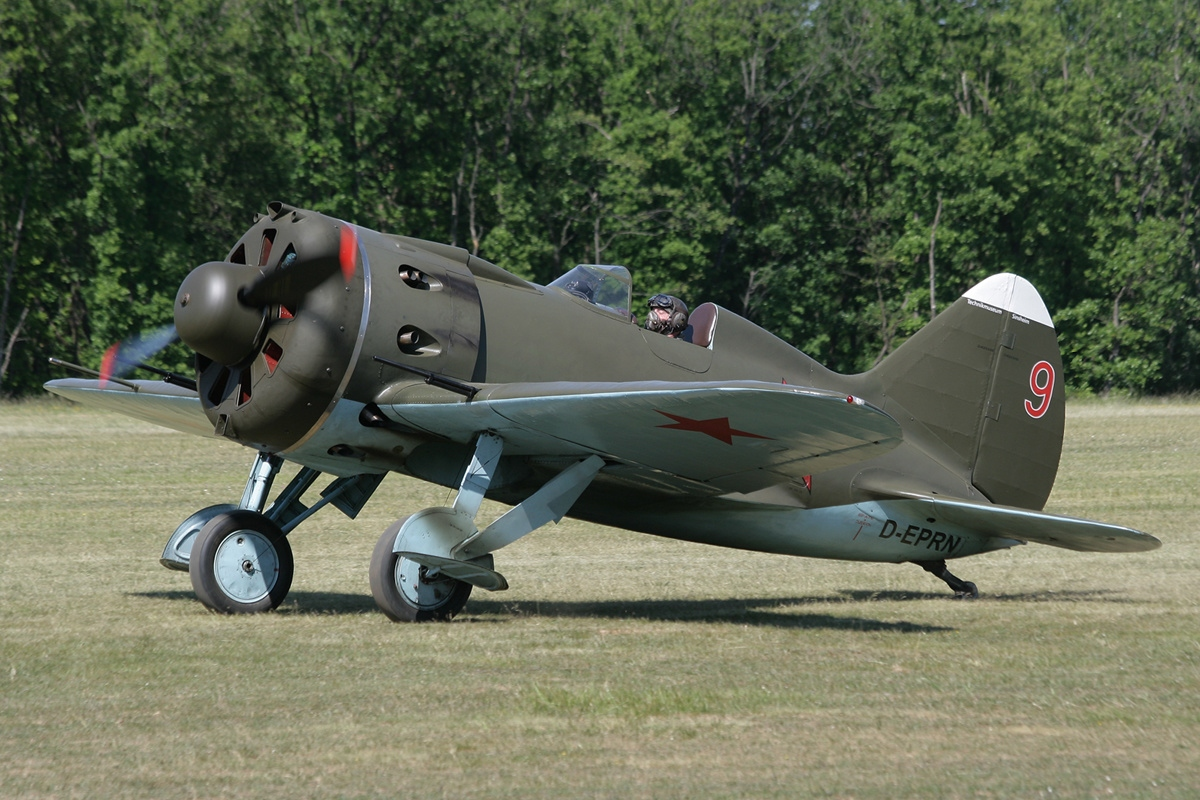
Самолёт И-16. Такими самолётами полк был вооружён при формировании

## Наименования полка
- 266-й истребительный авиационный полк[1];
- 266-й истребительный авиационный полк ПВО[1][2];
- 266-й истребительный авиационный полк (12.1967 г.)[1][2];
- 266-й истребительно-бомбардировочный авиационный полк (12.1967 г.)[1][2];
- 266-й авиационный полк истребителей-бомбардировщиков (11.1976 г.)[1][2];
- 266-й авиационный Краснознамённый полк истребителей-бомбардировщиков (22.02.1968 г.)[2];
- 266-й авиационный Краснознамённый полк истребителей-бомбардировщиков имени Монгольской Народной Республики (08.05.1968 г.)[2];
- 266-й отдельный штурмовой авиационный Краснознамённый полк имени Монгольской Народной Республики (30.08.1995)[1][2];
- Войсковая часть (полевая почта) 26312[1];

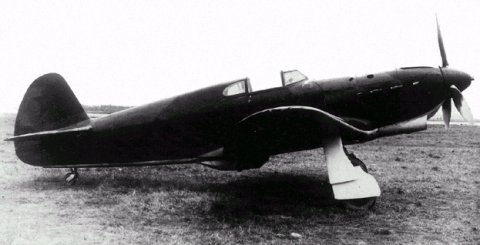
Самолёт Як-1. На таких самолётах полк воевал c 1942 года

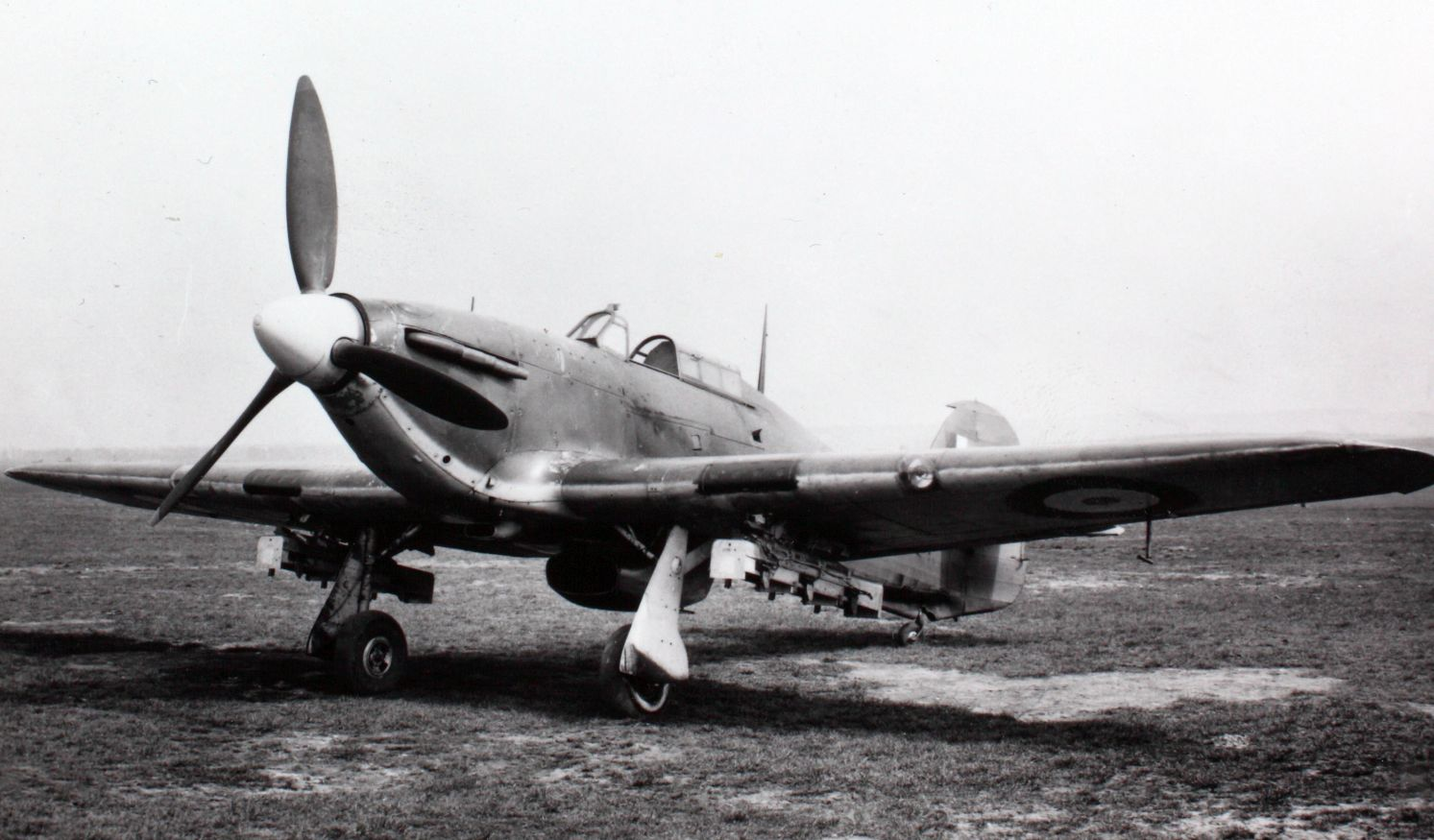
Такие самолёты Hawker Hurricane полк получил в 1942 году

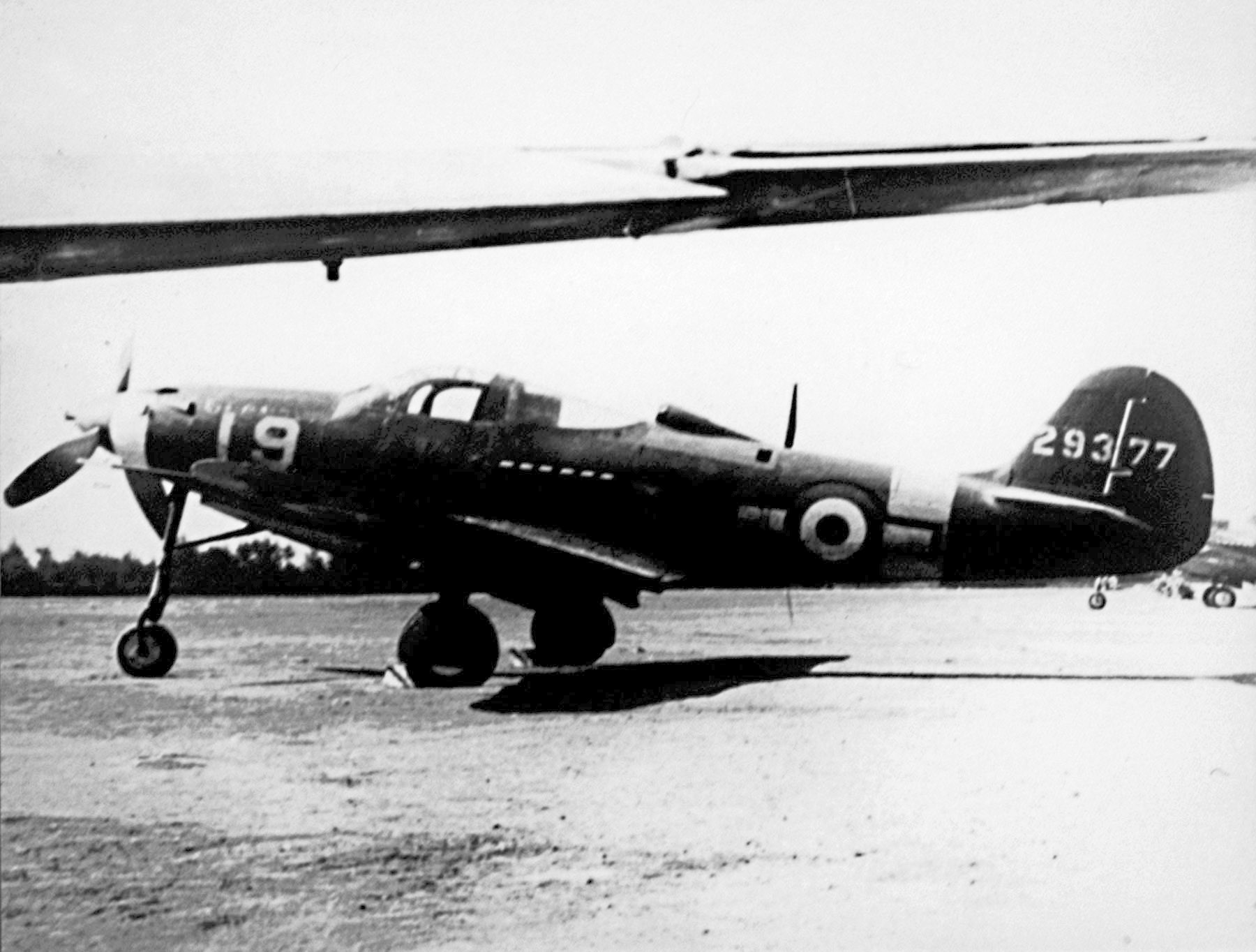
Самолёт Аэрокобра. На таких самолётах полк воевал до конца войны

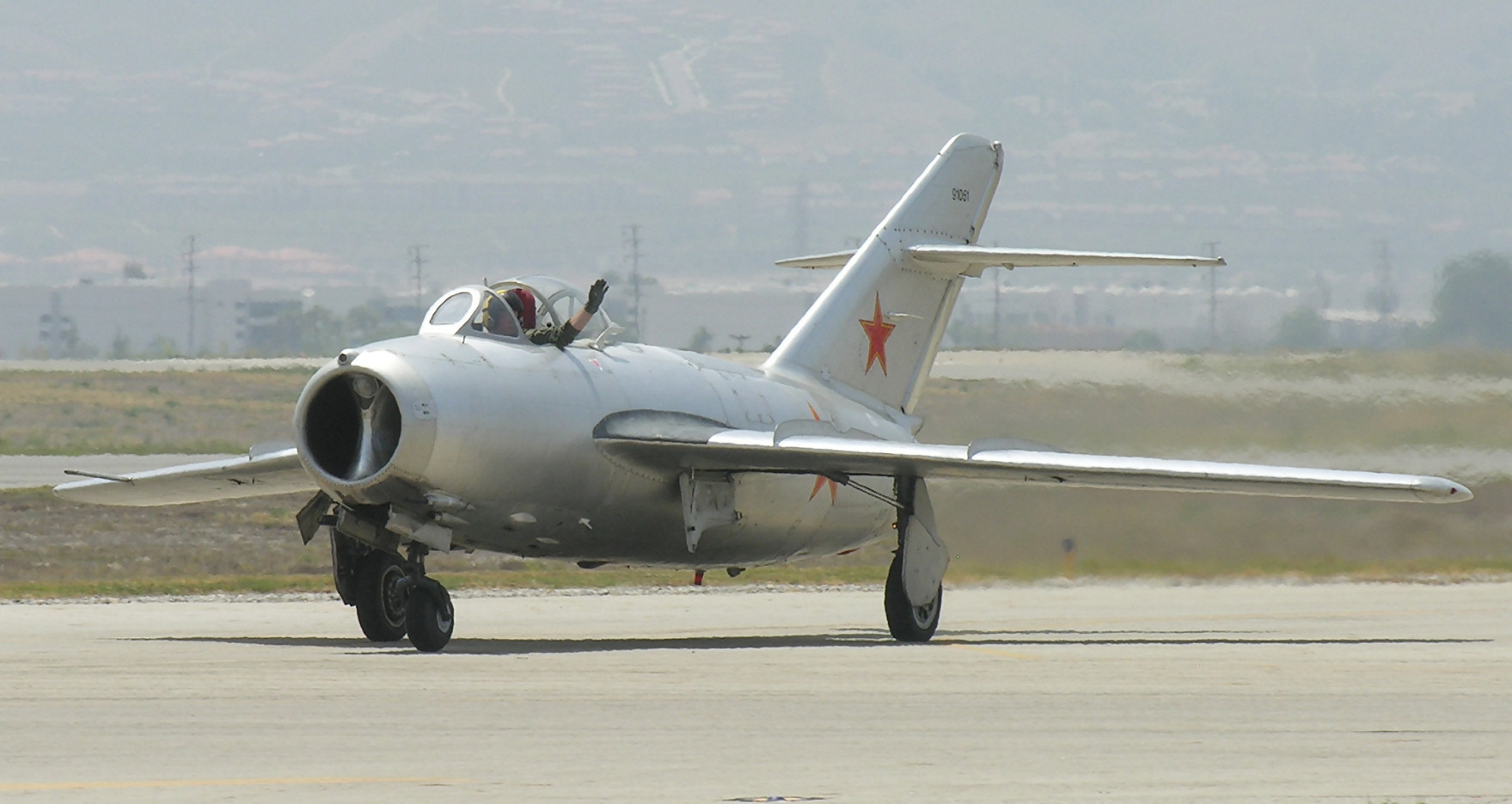
МиГ-15 полк получил в 1951 году.

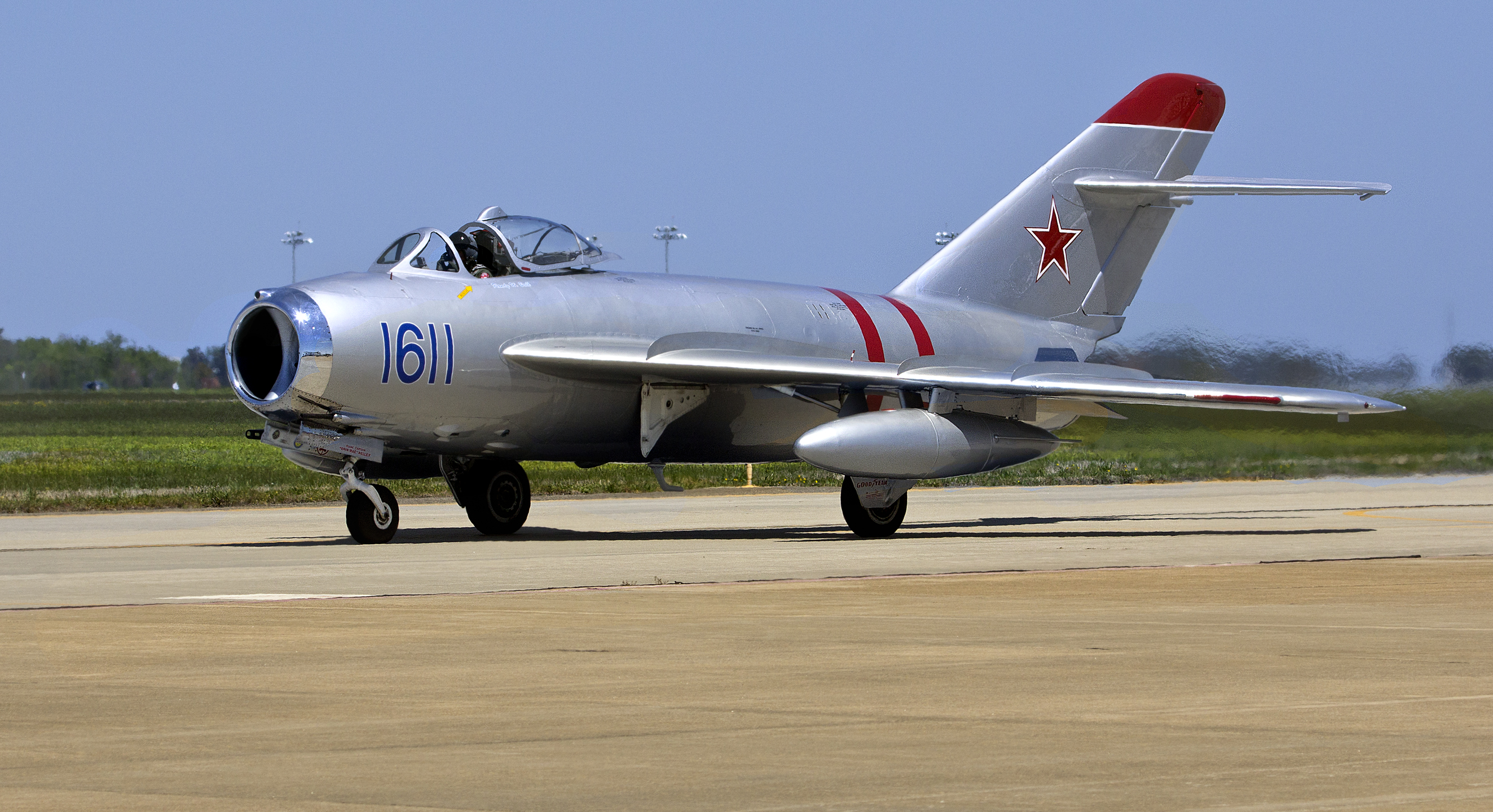
Уже в 1956 году полк получил МиГ-17.

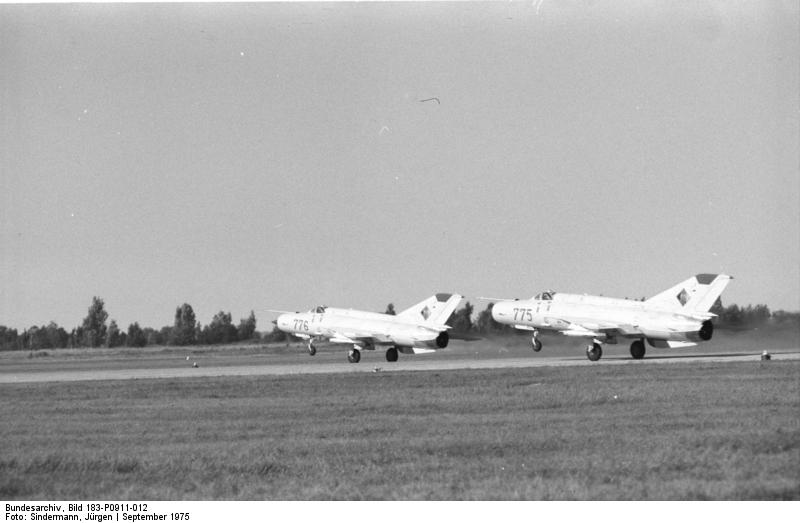
Модификации МиГ-21 находились на вооружении полка с 1971 по 1979 год.

- Войсковая часть (полевая почта) 25966 (1949)[2];
- Войсковая часть (полевая почта) 19006 (1969)[2];
- Войсковая часть (полевая почта) 45097 (1990)[2].
- Войсковая часть 90175.

## История
266-й истребительный авиационный полк начал формироваться 14 апреля 1941 года в составе 71-й истребительной авиационной дивизии ВВС Закавказского военного округа на аэродроме Аджикабул Азербайджанской ССР на самолётах И-16
8 июля из ВВС передан в войска ПВО ТС, вошёл в состав 8-го истребительного авиакорпуса ПВО Бакинского корпусного района ПВО. 05 апреля 1942 года вместе с 8-м иак ПВО вошёл в состав Бакинской армии ПВО Закавказской зоны ПВО, которая создана путём реорганизации Бакинского районна ПВО. Дата образования 5 мая 1941 года.

### Великая Отечественная война
22 июня 1941 Президиум ЦК МНРП, Совет Министров и Президиум Малого хурала МНР собрались на объединённое заседание, на котором заявили о поддержке СССР в Великой Отечественной войне. В итоге была сформирована эскадрилья «Монгольский арат» по официальным документам 2-я истребительная авиационная эскадрилья «Монгольский арат» — именная истребительная эскадрилья ВВС СССР, сформированная в 1943 году на средства жителей Монгольской Народной Республики (МНР), участвовавшая в Великой Отечественной войне.
С 31 июля 1942 года полк приступил к боевой работе в составе 8-го иак ПВО Бакинской армии ПВО на самолётах И-16, МиГ-3, Як-1 и «Харрикейн». 31 августа 1942 года полком одержана первая известная воздушная победа полка в Отечественной войне: старший сержант Быков М. Д., пилотируя И-16, в воздушном бою в районе города Гудермес сбил немецкий разведчик Focke-Wulf Fw 190 Würger (ФВ-189). 7 января 1943 года из 8-го иак ПВО полк передан в состав 105-й истребительной авиационной дивизии ПВО Ростовского района ПВО.
29 июня 1943 года полк вместе со 105-й иад ПВО Ростовского района ПВО вошёл в состав войск вновь образованного Западного фронта ПВО. 10 июля 1943 года включён в состав 10-го истребительного авиакорпуса ПВО Ростовского района ПВО, который развёрнут на основе 105-й иад ПВО Западного фронта ПВО. В июне 1943 года полк пополнен американскими истребителями «Аэрокобра». С 20 июля по 10 августа 1943 года группа лётчиков полка на самолётах Як-1 действовала в составе сводной группы ИА ПВО в оперативном подчинении штаба 6-й гвардейской истребительной авиадивизии 8-й воздушной армии Южного фронта, участвуя в Миусской наступательной операции.
В декабре 1943 года на 2-ю годовщину образования 2-го гвардейского авиационного полка прибыла делегация из МНР, которая встретилась с лётчиками эскадрильи «Монгольский арат». Те, в свою очередь, передали благодарственное письмо жителям МНР рассказав о своих подвигах во время войны.
С 10 августа 1943 года полк в полном составе возобновил боевую работу в составе 10-го истребительного авиакорпуса ПВО Ростовского района ПВО Западного фронта ПВО на самолётах Як-1, «Аэрокобра» и «Харрикейн».
В апреле 1944 года в связи с реорганизацией войск ПВО страны в составе 10-го иак ПВО включён в 11-й корпус ПВО Южного фронта ПВО (образован 29.03.1944 на базе Восточного и Западного фронтов ПВО). В июле 1944 года в составе 10-го иак ПВО вошёл в 8-й корпус ПВО Южного фронта ПВО. 24 декабря 1944 года вместе с 10-м иак ПВО 8-го корпуса ПВО включён в состав войск Юго-Западного фронта ПВО (преобразован из Южного фронта ПВО). 31 декабря 1944 гоа полк исключён из действующей армии. До конца войны входил в 10-й иак ПВО.
В составе действующей армии полк находился с 31 июля 1942 года по 31 декабря 1944 года.

### Итоги боевой деятельности полка в Великой Отечественной войне
Всего за годы войны полком:
- Совершено боевых вылетов — более 2000
- Проведено воздушных боёв — 1549
- Сбито самолётов противника — 52, из них:
  - бомбардировщиков — 40
  - истребителей — 9
  - разведчиков — 3
- Сбито аэростатов противника — 1
- Уничтожено при штурмовках:
  - автомашин — 5
  - орудий ПА — 1
- Свои потери (боевые):
  - лётчиков — 5
  - самолётов — 7

### Послевоенный период

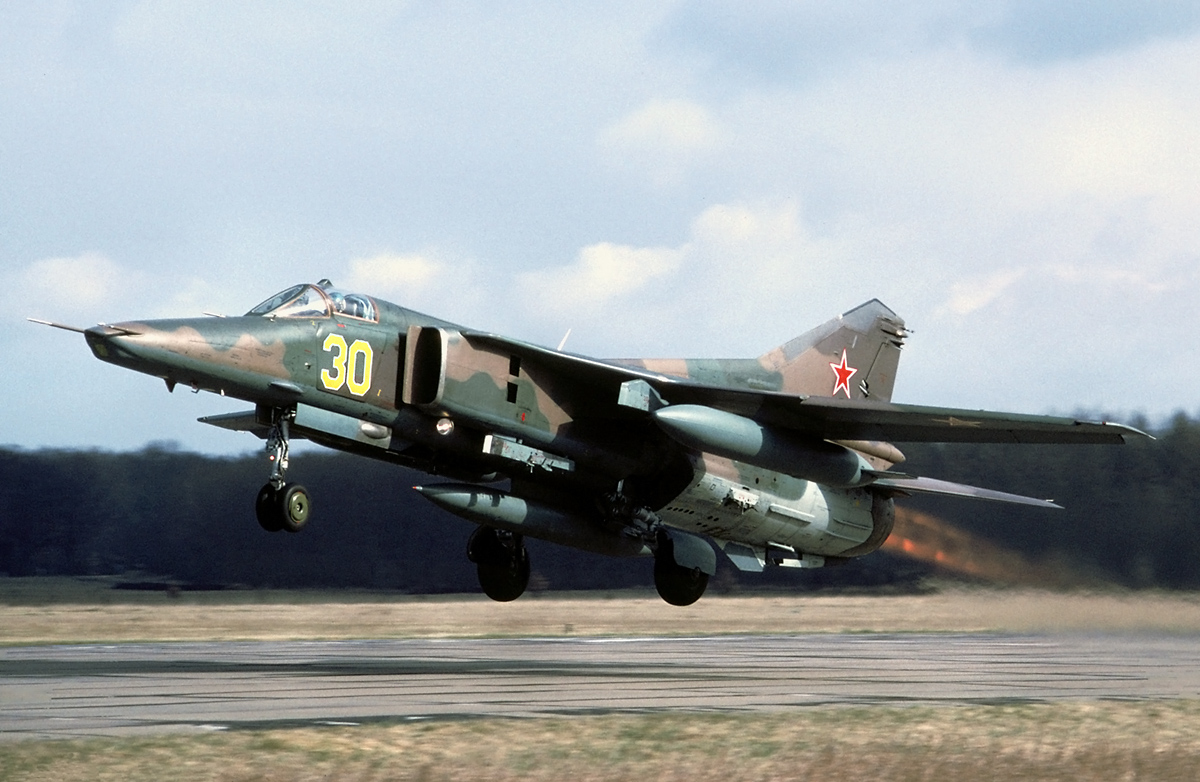
Самолёт МиГ-27 пришёл на вооружение полка с 1979 года

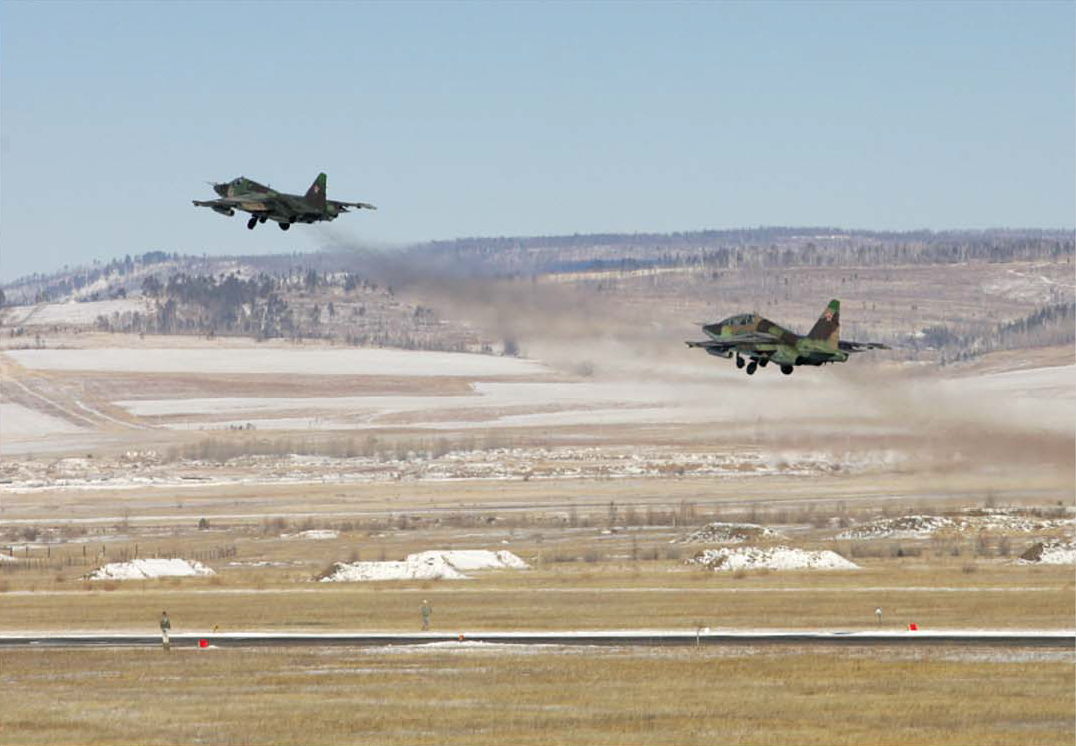
Плановые полёты лётчиков 2-й эскадрильи с аэродрома Домна

На момент окончания Великой Отечественной войны эскадрилья базировалась на аэродроме Гроссенхайн (Германия), 1 июня 1945 г. перебазировалась на аэродром Кбелы (Чехословакия), а 22 августа 1945 г. — на аэродром Самбатель (Венгрия). 15 декабря 1945 г. в связи с расформированием 322-й истребительной авиационной дивизии полк вошёл в состав 8-й гвардейской истребительной авиационной Киевской Краснознамённой, ордена Богдана Хмельницкого дивизии и перебазировался на аэродром Дьёр (Венгрия), а 21 мая 1946 г. на аэродром Секешфехервар, в мае 1947 г. — на аэродром Кеньери.
После войны полк входил в состав 10-й истребительный авиационный корпус ПВО, который 24 января 1946 года в связи с переходом на штаты мирного времени переформирован в 121-ю истребительную авиационную дивизию ПВО, полк включён в её состав. В марте 1960 года из расформированной 121-й иад ПВО полк передан в 19-ю дивизию ПВО. В начале 1968 года полк передан из 19-й дивизии ПВО в 57-ю воздушную армию Прикарпатского военного округа.
8 мая 1968 года одна эскадрилья полка убыла в состав 2-го гвардейского истребительно-бомбардировочного авиационного Оршанского полка 34-й воздушной армии Закавказского военного округа. Взамен 3 июля 1968 года в состав 266-го истребительно-бомбардировочного авиационного полка вошла Эскадрилья «Монгольский Арат», которая была выведена из состава 2-го гвардейского истребительно-бомбардировочного авиационного Оршанского полка и под командованием капитана В. Черепанова прибыла на аэродром Овруч Житомирской области. С прибытием в состав полка авиационной эскадрилья «Монгольский Арат» постановлением Совета Министров СССР полку было присвоено почётное наименование «Имени Монгольской Народной Республики».
В марте 1968 года полк был передан в состав 23-й воздушной армии Забайкальского военного округа с передислокацией на аэродром Налайх в Монголии. 21 июля 1968 года полк перебазировлася на аэродром Налайх. С 1971 года в полк стали поступать МиГ-21ПФ и МиГ-21ПФМ, однако МиГ-17 продолжали эксплуатироваться. Позже в полк стали поступать МиГ-21бис.
В 1976 году полк переименован в 266-й авиационный Краснознамённый полк истребителей-бомбардировщиков имени Монгольской Народной Республики. К началу 1980 года полк получил первые МиГ-23БМ из 236-го авиационного полка истребителей-бомбардировщиков с аэродрома Градчаны в Чехословакии. С 1980 года 1-я эскадрилья полка летала на МиГ-23БМ , 2-я и 3-я продолжали летать на МиГ-21. В этом же году в полк прибыла вторая партия МиГ-23БМ из 300-го апиб с аэродрома Переяславка. Эскадрилья «Монгольский Арат» получила МиГ-27К в 1981—1982 гг.
В июне 1990 года 266-й авиационный полк Краснознаменный истребителей-бомбардировщиков имени Монгольской Народной Республики (266 апиб) передислоцировался на аэродром Степь. На вооружении полка находились истребители-бомбардировщики МиГ-27К. Осенью 1993 года полк перешёл на самоелты Су-25. В 1995 году полк был переформирован в 266-й отдельный штурмовой авиационный Краснознамённый полк имени Монгольской Народной Республики.
В 1998 году после того, как полк был переформирован в штурмовой и стал 266-м штурмовым авиационным Краснознамённым полком имени Монгольской Народной Республики, он был включён в состав 21-й смешанной авиационной дивизии 50-го гвардейского отдельного корпуса ВВС и ПВО Забайкальского военного округа.
В связи с дальнейшим реформированием ВС России в соответствии с указаними Генерального Штаба ВС России от 19 июня 2010 года и Директивы Главного Штаба ВВС от 12 августа 2010 года на аэродроме Домна 1 декабря 2010 года сформирована 412-я авиационная база 2-го разряда с подчинением 3-му командованию ВВС и ПВО. В состав базы вошли личный состав и авиационная техника 266-го штурмового, 120-го истребительного и 112-го отдельного вертолётного полков.
1 декабря 2014 года 412-я авиационная база была переформирована в 120-й отдельный смешанный авиационный полк, в составе которого осталась 2-я штурмовая эскадрилья «Монгольский Арат».
1 декабря 2014 года 266-й штурмовой авиационный полк восстановлен, в составе которого и осталась 2-я штурмовая эскадрилья, знаменитый «Монгольский Арат».
В ходе вторжения России на Украину погиб командир полка полковник Руслан Руднев и заместитель командира полка подполковник Олег Червов.
Указом Президента Российской Федерации от 9 марта 2023 № 147 полку присвоено почётное наименование «гвардейский».

## Командир полка
- майор, подполковник Титов Александр Архипович, 05.07.1941 — 31.12.1945[1];
- полковник Живцов, — 08.1970;
- подполковник Антонов, 08.1970;
- подполковник Чайка Владимир Иванович, — 1973;
- полковник Кудряшов Виталий Иннокентьевич, 1973—1977;
- полковник Ткаченко;
- полковник Завражнов;
- полковник Романтеев Сергей Семёнович: 1987—1990;
- полковник Валерий Темеров[9] по 2009;
- полковник Руднев Руслан Игоревич: 2021-2022гг.;
- гвардии полковник Яркин Олег Викторович, 2022-н.в.

## Награды и почётные наименования
| Награда                                 | Дата              | Основание награждения |
| --------------------------------------- | ----------------- | --- |
| «Гвардейский»                           | 9 марта 2023 года | За массовый героизм, стойкость и мужество, проявленные личным составом полка по защите Отечества и государственных интересов в условиях вооружённых конфликтов. |
| Орден Красного Знамени                  | февраль 1968 года | За боевые заслуги, проявленные в боях по защите Родины, успехи в боевой подготовке и в связи с 50-летием Советской Армии и ВМФ                                  |
| «Имени Монгольской Народной Республики» | май 1968 года     | В связи со включением в состав полка переданной из 2-го апиб авиаэскадрильи «Монгольский Арат»                                                                  |